# San José Chagchaltzin
San José Chagchaltzin är en ort i Mexiko.   Den ligger i kommunen Tlatlauquitepec och delstaten Puebla, i den sydöstra delen av landet, 180 km öster om huvudstaden Mexico City. San José Chagchaltzin ligger 1 373 meter över havet och antalet invånare är 150.
Terrängen runt San José Chagchaltzin är kuperad västerut, men österut är den bergig. Runt San José Chagchaltzin är det ganska tätbefolkat, med 199 invånare per kvadratkilometer. Närmaste större samhälle är Teziutlan, 18,9 km sydost om San José Chagchaltzin. I omgivningarna runt San José Chagchaltzin växer huvudsakligen savannskog.